# Domitila Barros
Domitila Barros de Oliveira Nascimento (Recife, 27 de junho de 1984) é uma modelo, ativista social, atriz e cantora brasileira. Conquistou o título de Miss Alemanha em 2022.

## Biografia e carreira
Domitila nasceu na comunidade do Morro da Conceição no Recife, em Pernambuco, onde seus pais fundaram um projeto destinado a ajudar crianças em situação de risco (CAMM – Centro de Atendimento a Meninos e Meninas), no qual ela cresceu e ensinou outras crianças a ler e escrever. Seu nome é inspirado na líder operária boliviana Domitila Barrios de Chungara.
Aos 15 anos, Barros  recebeu o Prêmio Sonhadores do Milênio da UNESCO. Formou-se em serviço social pela Universidade Católica de Pernambuco e aos 21 anos conseguiu uma bolsa para fazer mestrado em ciências sociais e políticas na Universidade Livre de Berlim em 2006, defendendo sua tese em quatro idiomas. No mesmo período começou a trabalhar como atriz e modelo no exterior, participando da novela Gute Zeiten, schlechte Zeiten como a estudante e recepcionista francesa Sofia.
Sob a marca She is from the jungle, ela em conjunto com suas amigas de infância vendem joias sustentáveis a base de capim dourado, empregando mulheres da comunidade onde nasceu. Domitila é, desde 2015, embaixadora do futebol alemão. Também em 2015, Domitila foi enviada para o Oriente Médio pela Agência Federal de Educação Física por conta dos conflitos ocorrentes na região.
Em 2021, Domitila gravou o remix de "Girls with those Curls" com o rapper Teeyno, que contou com um clipe filmado em Dubai. Foi a própria Domitila quem escreveu seus versos na música.
Em 19 de fevereiro de 2022, ela foi escolhida entre onze finalistas no Europa-Park Rust como Miss Alemanha 2022. Ela decidiu se inscrever no Miss Germany depois que ouviu falar que poderiam participar pessoas de qualquer idade e qualquer cor e que o foco seriam os valores das concorrentes. Desde 2021, os candidatos não foram julgados apenas pela aparência, mas também deverão ter uma missão. A escolha de uma brasileira para Miss Alemanha foi bem recebida na mídia de vários países latino-americanos. Barros foi eleita pela revista americana Formidable Woman Magazine como uma das mais importantes "ARTivistas" do mundo.
Em 12 de janeiro de 2023, Domitila foi confirmada como participante do grupo camarote na 23.ª edição do Big Brother Brasil. Ao longo da temporada, Domitila foi ao Quarto Branco, obteve o recorde de participante mais vezes consecutivas na Xepa, além de ter sido indicada nove vezes ao paredão, se salvando duas vezes e indo definitivamente nas outras sete. Esse foi o segundo maior número de paredões enfrentados por um participante, empatada com Ana Carolina do BBB9, Marcelo do BBB14 e Gilberto do BBB21, sendo superados apenas por Babu do BBB20 e, posteriormente, por Alane do BBB24. Ela ganhou a 15.ª prova do líder, na 13.ª semana de confinamento, sendo essa sua única liderança. A trajetória de Domitila na casa foi marcada por momentos cômicos e de resiliência, com frases reflexivas e metáforas que viraram memes e sua "premonição", atraindo a torcida de famosos, incluindo a ganhadora da vigésima primeira edição do reality, Juliette, de Gil do Vigor e até mesmo do "ídolo" de Domitila, Poze do Rodo. Domitila foi eliminada a 7 dias da final, com 59,94% dos votos num paredão contra Larissa Santos e Amanda Meirelles, ficando em 6.° lugar.
Em março, enquanto ainda estava confinada, foi lançado o filme Der Pfau, que conta com a participação de Barros no elenco principal, sendo escolhido para ser exibido no Festival de Cannes. Após a grande visibilidade gerada a partir do Big Brother, Domitila passou a ser cobiçada por diversas marcas de publicidade e propaganda.
No mês de maio, Domitila foi eleita pela World Influencers Association (WIBA) como Influenciadora do Ano (2023) na categoria Sustentabilidade e recebeu o prêmio durante o Festival de Cannes na França.
Em 2023 Domitila foi pedida em noivado pelo empresário Moritz Carlo. 

## Discografia
- "Girls With Those Curls (Remix)" com Teeyno (2021)[57]

## Filmografia

### Televisão
| Ano  | Título                        | Personagem              | Notas         |
| ---- | ----------------------------- | ----------------------- | ------------- |
| 2009 | Gute Zeiten, schlechte Zeiten | Sofia                   | 252 episódios |
| 2023 | Big Brother Brasil            | Participante (6º lugar) | Temporada 23  |

### Cinema
| Ano  | Título   | Personagem    | Notas  |
| ---- | -------- | ------------- | ------ |
| 2023 | Der Pfau | Indira Bakshi | [ 60 ] |

## Prêmios e indicações
| Ano  | Premiação                            | Categoria                          | Indicação                       | Resultado |
| ---- | ------------------------------------ | ---------------------------------- | ------------------------------- | --------- |
| 2000 | Prêmio Millennium Dreamers - Unesco  | Ativismo Social                    | Ativismo Social                 | Venceu    |
| 2022 | Miss Alemanha                        | MGC - Miss Germany Corporation     | MGC - Miss Germany Corporation  | Venceu    |
| 2023 | Prêmio gshow Rede BBB                | A Grande Fic                       | Domitila como Madrasta de Bruna | Indicada  |
| 2023 | Prêmio gshow Rede BBB                | Biscoiteira (o)                    | Filosofias de Domitila          | Indicada  |
| 2023 | Prêmio gshow Rede BBB                | Afetos Ditam Prioridade            | DocTila (com Fred Nicácio)      | Indicada  |
| 2023 | Prêmio gshow Rede BBB                | Gato (a) Sorrateiro (a)            | Domitila Barros                 | Indicada  |
| 2023 | Prêmio gshow Rede BBB                | Ensaboado (a)                      | Domitila Barros                 | Indicada  |
| 2023 | Prêmio gshow Rede BBB                | Tiro, Porrada e bomba              | Domitila X Bruna e Larissa      | Indicada  |
| 2023 | Prêmio iBest                         | Fandom Brasil                      | Fandom da Domitila Barros       | Indicada  |
| 2023 | SEC Awards                           | Estrela em Reality-Show/Competição | Big Brother Brasil 23           | Indicada  |
| 2023 | Splash Awards                        | Melhor Participante de Reality     | Big Brother Brasil 23           | Indicada  |
| 2023 | World Influencers Association (WIBA) | Influenciadora do Ano              | Sustentabilidade                | Venceu    |
| 2024 | Prêmio iBest                         | Influenciador Pernambuco           | Domitila Barros                 | Pendente  |
| 2024 | Prêmio iBest                         | Reality Star                       | Big Brother Brasil              | Pendente  |